# Wii 체스
Wii 체스(Wii Chess)는 Wii 콘솔용 체스 비디오 게임이다. 닌텐도에 의해 개발되었으며 2008년 1월 18일 유럽에서 저가 타이틀로 출시되었다. 통신대국 월드체스(일본어: 通信対局 ワールドチェス)라는 제목으로 일본에서 2008년 9월 30일 다운로드 가능한 WiiWare 타이틀로 출시되었다. 이 게임은 북아메리카나 오스트레일리아에서 출시되지 않은 유일한 Wii 시리즈 게임이다. 그리고 플레이 가능한 Mii 캐릭터들이 없는 시리즈 내 유일한 게임이기도 하다.
Wii 체스는 루프 익스프레스(Loop Express) 체스 엔진을 사용한다.

## 평가
| 평가 |       |
| --- | ----- |
| 평론 점수 평론사 점수 유로게이머 7/10 [ 5 ] 게임스레이더+ [ 6 ] ONM 78% [ 7 ] VideoGamer.com 7/10 [ 8 ] |       |
| 평론 점수                                                                                               |       |
| 평론사                                                                                                  | 점수  |
| 유로게이머                                                                                              | 7/10  |
| 게임스레이더+                                                                                           | [ 6 ] |
| ONM | 78%   |
| VideoGamer.com                                                                                          | 7/10  |